# Санкт-Иоганн-им-Понгау
Санкт-Иога́нн-им-По́нгау (нем. Sankt Johann im Pongau) — город  в Австрии, в федеральной земле Зальцбург. 
Входит в состав округа Санкт-Иоганн-им-Понгау.  Население составляет 10 259 человек (на 15 мая 2001 года). Занимает площадь 78 км². 

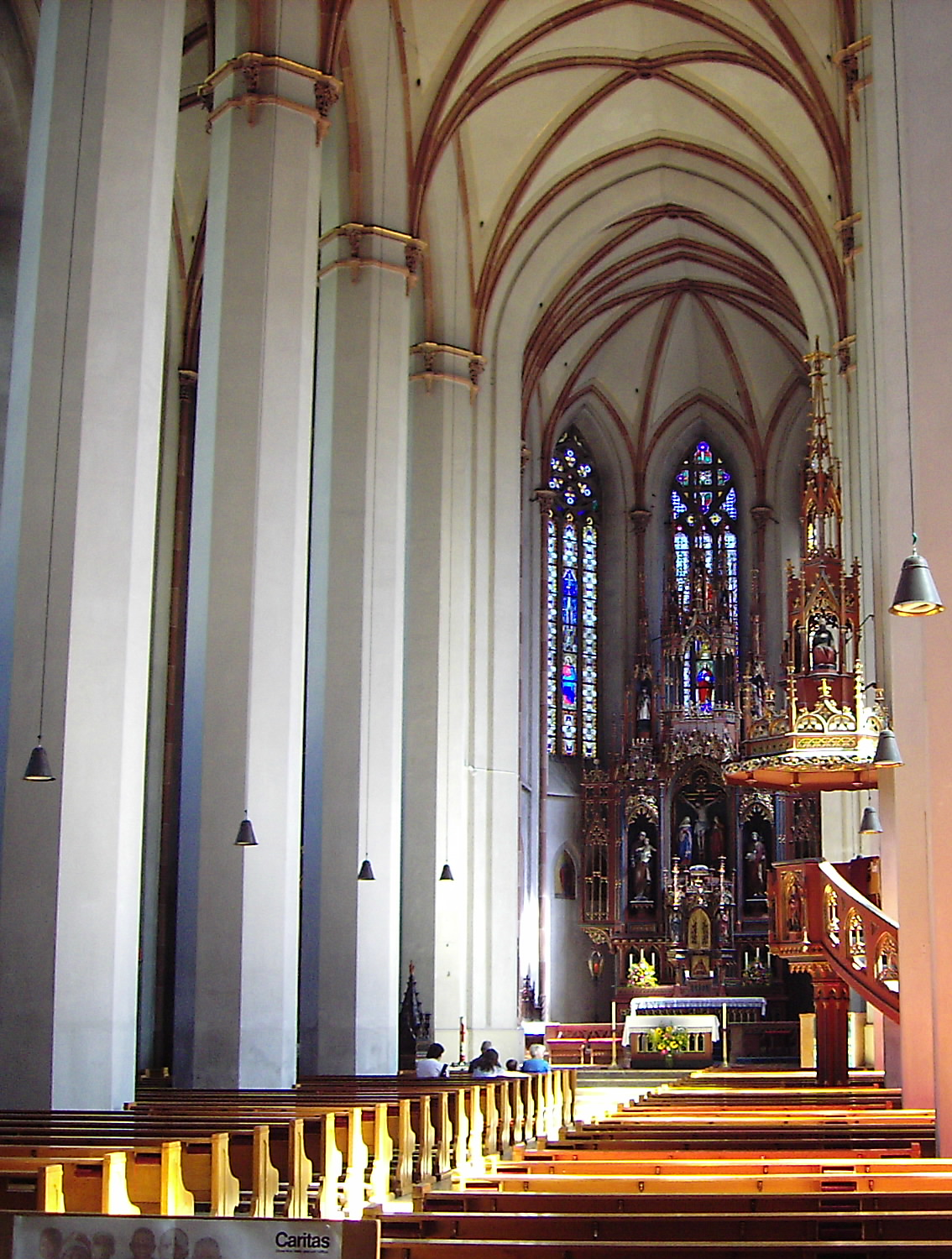
Церковь

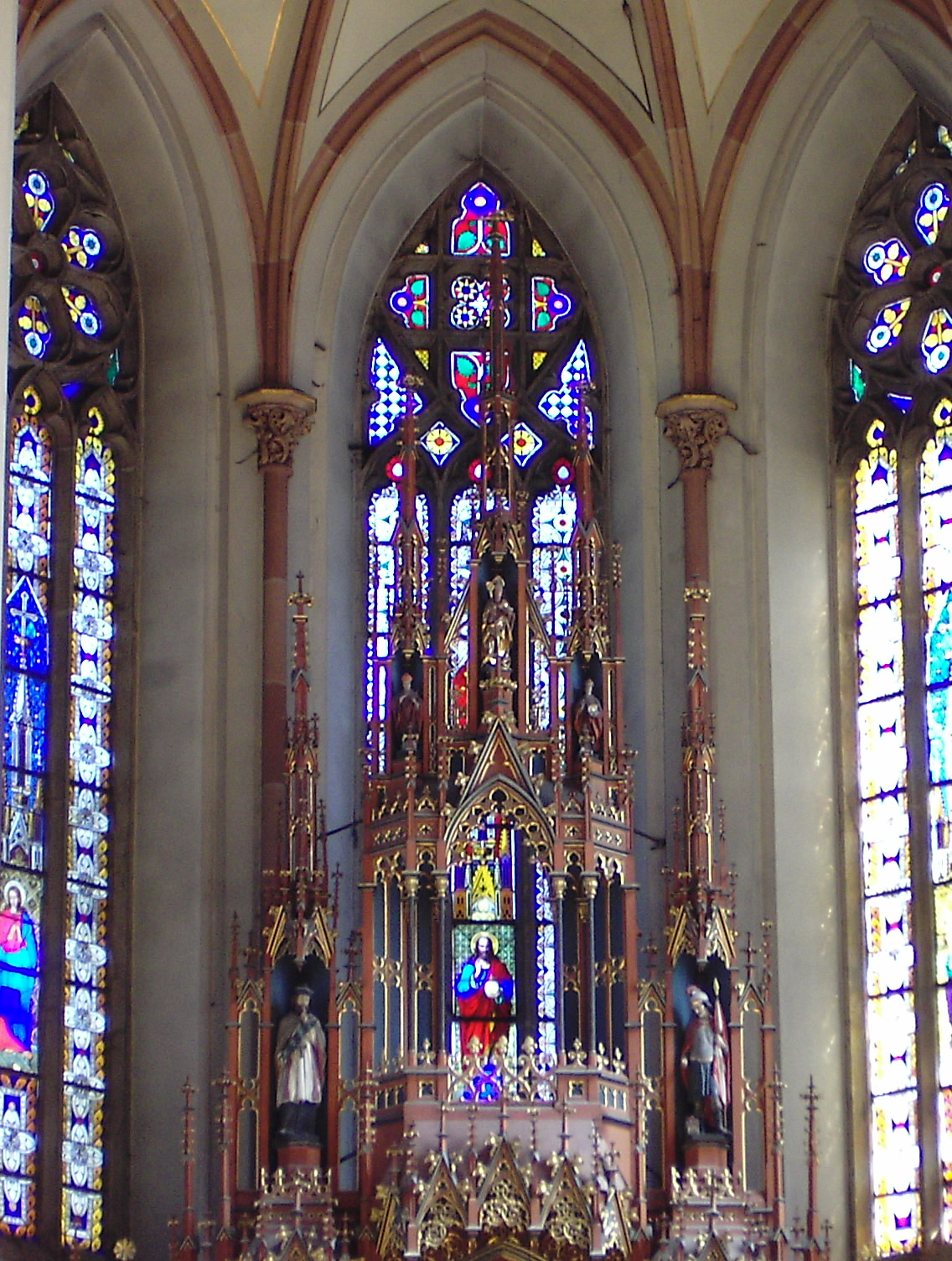
Церковь

## Политическая ситуация
Бургомистр коммуны — Гюнтер Миттерер (АНП) по результатам выборов 2004 года.
Совет представителей коммуны (нем. Gemeinderat) состоит из 25 мест.
- АНП занимает 14 мест.
- СДПА занимает 9 мест.
- АПС занимает 2 места.